# 1507 en arts plastiques
| Années des arts plastiques : 1504 - 1505 - 1506 - 1507 - 1508 - 1509 - 1510    |
| Décennies des arts plastiques : 1470 - 1480 - 1490 - 1500 - 1510 - 1520 - 1530 |

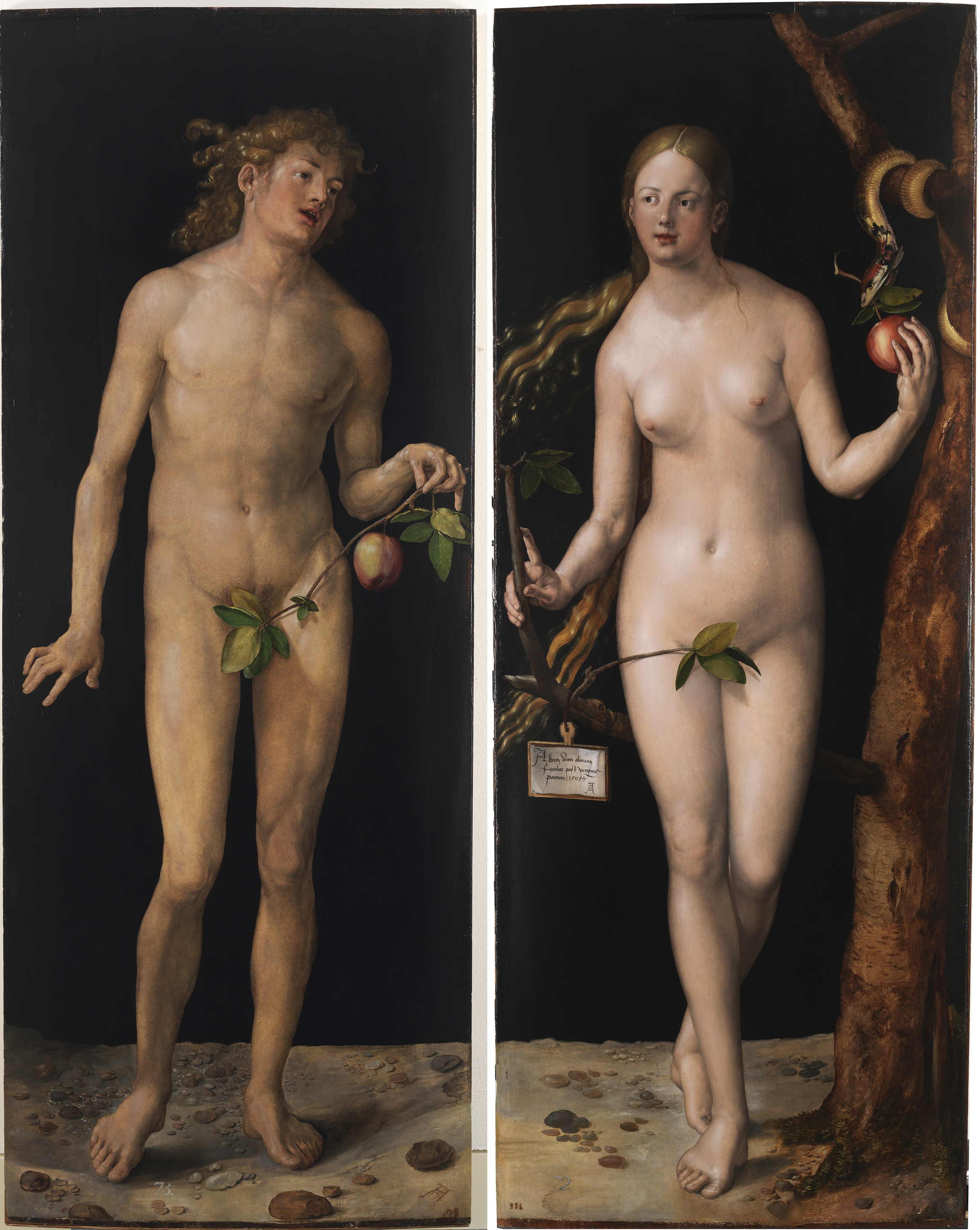
Adam et Eve peint par Dürer en 1507.

Cette page concerne l'année 1507 en arts plastiques.

## Œuvres
- Adam et Ève, tableau d'Albrecht Dürer.

## Événements
- Après la victoire des ouzbeks sur les timourides et la prise de Herat, le miniaturiste persan Behzad travaille pour le sultan Mohammad Chaybani[1].

## Naissances
- ? : Jacopo Strada, peintre, architecte, orfèvre, inventeur de machines, numismate, linguiste, collectionneur et marchand d'art italien († 1588).

## Décès
- vers 1506-1507 :
  - Alart Duhameel, architecte et graveur brabançon (° vers 1450).
- 23 février : Gentile Bellini, peintre italien (° vers 1428),
- ? :
  - Rueland Frueauf l'Ancien, peintre autrichien (° 1440),
  - Domenico da Tolmezzo, sculpteur sur bois et peintre italien (° 1448).